# Battaglia delle Isole Lipari
La battaglia delle isole Lipari è stata la prima battaglia navale combattuta dalla neonata flotta della Repubblica romana contro le esperte formazioni navali di Cartagine nel quadro della prima guerra punica.

## Situazione
Dopo la battaglia di Agrigento del 261 a.C. Roma, con il supporto di Siracusa, aveva messo stabilmente piede nella fascia orientale e sud-orientale della Sicilia, da Messina ad Agrigento. Cartagine continuava a controllare le zone occidentali oltre all'interno dell'isola. Nessuna delle due contendenti voleva fermarsi e consolidare la situazione: Cartagine vedeva infatti vanificare rapidamente secoli di lotte di conquista, mentre Roma aveva appena incominciato a raccogliere i frutti della sua fase espansiva e ne intravedeva di più interessanti.
Rendendosi conto, però, che i Cartaginesi mantenevano il controllo del mare, con tutte le conseguenze che ne derivavano, Roma decise che era giunto il tempo di dotarsi di una flotta militare e non accontentarsi di utilizzare le navi di Greci ed Etruschi per spostare le truppe di terra.
Secondo Polibio, l'acquisizione delle conoscenze tecnologiche rilevanti avvenne con la cattura di una nave cartaginese nel 264 a.C., durante il trasferimento delle truppe in Sicilia prima della battaglia di Messina. 
(Polibio, Storie, I, 20, BUR. Milano, 2001. trad.: M. Mari.)
La prima serie di navi era costituita da cento quinqueremi e venti triremi; sempre secondo Polibio, i futuri marinai furono addestrati a vogare riproducendo a terra i banchi dei rematori e facendo delle prove di navigazione. Non si sa quanto tempo venne dedicato all'addestramento di navigazione in condizioni reali: Polibio si limita a un «per breve tempo».

## La battaglia
Nel 260 a.C., dunque, la flotta romana era stata costruita e fu affidata al console Gneo Cornelio Scipione Asina, mentre a Gaio Duilio, l'altro console,  fu dato il comando delle forze di terra.
Scipione, dopo aver ordinato ai capitani delle navi di partire per Messina appena pronti, era partito in anticipo con 17 navi diretto allo Stretto. Nel tragitto passò vicino all'isola di Lipari, controllata da Cartagine, e dotata di una guarnigione di dimensioni ridotte. Scipione decise di occupare le isole Lipari, probabilmente certo di una facile vittoria. Gneo occupò la città e il suo porto.
Le comunicazioni cartaginesi erano certamente buone in quanto la notizia giunse velocemente a Palermo. Il comandante cartaginese era quell'Annibale Giscone che era riuscito a fuggire da Agrigento dopo l'assedio e l'intervento di Annone. Annibale inviò Boode, un membro del Senato cartaginese, con venti navi.
(Polibio, Storie, I, 21, BUR. Milano, 2001. trad.: M. Mari.)
Le navi cartaginesi, avendo catturato la flottiglia nemica e il suo comandante che era anche console, ritornarono a Palermo.

## Dopo la battaglia
La carriera politica e militare di Gneo Cornelio Scipione non risentì molto della sconfitta. Ritornato a Roma, probabilmente con uno scambio di prigionieri o - meno probabilmente - col pagamento di un riscatto, Gneo Cornelio fu nuovamente eletto console nel 254 a.C. con Aulo Atilio Calatino.
Annibale Giscone per poco non cadde in un errore simile qualche giorno dopo la battaglia delle Lipari. Avendo avuto notizia che il resto della flotta romana stava avvicinandosi alla Sicilia, con venti navi si avvicinò in esplorazione.
(Polibio, Storie, I, 21, BUR. Milano, 2001. trad.: M. Mari.)
L'identificazione della «punta estrema dell'Italia» è discussa. Walbrank tende a identificarla con Capo Vaticano in Calabria, altri, fra cui De Sanctis, ritengono che quest'ultimo episodio sia una veloce descrizione di Filino di Agrigento della successiva battaglia di Milazzo.